# Atlantis: Three Tales
Atlantis: Three Tales est un recueil de trois nouvelles écrites par Samuel R. Delany et publié en 1995. Les nouvelles ont pour titres : Atlantis: Model 1924, Eric, Gwen, and D. H. Lawrence's Esthetic of Unrectified Feeling et Citre et Trans. La première édition, publiée par la petite maison d'édition de Seattle Incunabula, comprenait également un « Microflorilegium », une sélection d'extraits de la correspondance de l'auteur et un aperçu thématique de la première nouvelle. Incunabula a également produit l'édition ultérieure de Wesleyan University Press ; les deux éditions ont été éditées par Ron Drummond et conçues par John D. Berry (d)
Les trois nouvelles sont centrées sur des personnages nommés Sam. Le premier Sam semble être basé sur le père de Delany, Samuel R. Delany Sr, tandis que les deux autres semblent être basés sur Delany lui-même. La nouvelle qui donne son titre au recueil comprend également des personnages inspirés des tantes de Delany, Sadie Delany et Bessie Delany, et incorpore des histoires fictives de la famille Delany à leur sujet qui ne figurent pas dans le livre à succès des sœurs Delany intitulé Having Our Say.